# Campionati del mondo di duathlon del 1993
I Campionati del mondo di duathlon del 1993 si sono tenuti a Arlington, Stati Uniti d'America, in data 17 ottobre 1993.
Tra gli uomini ha vinto l'australiano Greg Welch, mentre la gara femminile è andata alla canadese Carol Montgomery.

## Risultati

### Élite uomini
| Pos. | Nome            | Paese       | Totale   |
| ---- | --------------- | ----------- | -------- |
|      | Greg Welch      | Australia   | 01:28:23 |
|      | Urs Dellsperger | Svizzera    | 01:28:45 |
|      | Spencer Smith   | Regno Unito | 01:29:20 |

### Élite donne
| Pos. | Nome             | Paese       | Totale   |
| ---- | ---------------- | ----------- | -------- |
|      | Carol Montgomery | Canada      | 01:38:35 |
|      | Irma Heeren      | Paesi Bassi | 01:40:16 |
|      | Maddy Tormoen    | Stati Uniti | 01:40:42 |